# Uber Cup
Uber Cup hade premiär 1956-1957, och är en badmintonturnering för damlandslag. Sedan 1984 spelas turneringen samtidigt och på samma plats som herrvarianten Thomas Cup.
Turneringen har fått sitt namn efter brittiska badmintonspelerskan Betty Uber, som 1950 föreslog en damvariant av herrarnas Thomas Cup . Hon var också med och lottade 1957 års turnering.
Trofén presenterades 1956 på ett möte. och var tillverkad av Mappin & Webb. På trofén avbildas en jordglob och en kvinnlig spelare.

## Resultat

### 1957–1981
| År            | Spelplats               |            | Final    | Final      | Final |
| År            | Spelplats               | Etta       | Resultat | Tvåa       |       |
| ------------- | ----------------------- | ---------- | -------- | ---------- | ----- |
| 1957 Detaljer | Lancashire, England     | USA        | 6–1      | Danmark    |       |
| 1960 Detaljer | Philadelphia, USA       | USA        | 5–2      | Danmark    |       |
| 1963 Detaljer | Wilmington, USA         | USA        | 4–3      | England    |       |
| 1966 Detaljer | Wellington, Nya Zeeland | Japan      | 5–2      | USA        |       |
| 1969 Detaljer | Tokyo, Japan            | Japan      | 6–1      | Indonesien |       |
| 1972 Detaljer | Tokyo, Japan            | Japan      | 6–1      | Indonesien |       |
| 1975 Detaljer | Jakarta, Indonesien     | Indonesien | 5–2      | Japan      |       |
| 1978          | Auckland, Nya Zeeland   | Japan      | 5–2      | Indonesien |       |
| 1981          | Tokyo, Japan            | Japan      | 6–3      | Indonesien |       |

### 1984–1988
| 1984 Detaljer | Kuala Lumpur, Malaysia | Kina | 5–0 | England    | Sydkorea   | 5–0 | Danmark |
| 1986 Detaljer | Jakarta, Indonesien    | Kina | 3–2 | Indonesien | Sydkorea   | 3–2 | Japan   |
| 1988 Detaljer | Kuala Lumpur, Malaysia | Kina | 5–0 | Sydkorea   | Indonesien | 5–0 | Japan   |

### 1990–
| 1990 Detaljer | Nagoya & Tokyo, Japan  | Kina       | 3–2 | Sydkorea      | Indonesien    | Japan            |
| 1992 Detaljer | Kuala Lumpur, Malaysia | Kina       | 3–2 | Sydkorea      | Sverige       | Indonesien       |
| 1994 Detaljer | Jakarta, Indonesien    | Indonesien | 3–2 | Kina          | Sverige       | Sydkorea         |
| 1996 Detaljer | Hongkong               | Indonesien | 4–1 | Kina          | Sydkorea      | Danmark          |
| 1998 Detaljer | Hongkong               | Kina       | 4–1 | Indonesien    | Danmark       | Sydkorea         |
| 2000 Detaljer | Kuala Lumpur, Malaysia | Kina       | 3–0 | Danmark       | Sydkorea      | Indonesien       |
| 2002 Detaljer | Guangzhou, Kina        | Kina       | 3–1 | Sydkorea      | Nederländerna | Hongkong         |
| 2004 Detaljer | Jakarta, Indonesien    | Kina       | 3–1 | Sydkorea      | Danmark       | Japan            |
| 2006 Detaljer | Sendai/Tokyo, Japan    | Kina       | 3–0 | Nederländerna | Tyskland      | Kinesiska Taipei |
| 2008 Detaljer | Jakarta, Indonesien    | Kina       | 3–0 | Indonesien    | Sydkorea      | Tyskland         |
| 2010 Detaljer | Kuala Lumpur, Malaysia | Sydkorea   | 3–1 | Kina          | Japan         | Indonesien       |
| 2012 Detaljer | Wuhan, Kina            | Kina       | 3–0 | Sydkorea      | Thailand      | Japan            |
| 2014 Detaljer | New Delhi, Indien      | Kina       | 3–1 | Japan         | Indien        | Sydkorea         |
| 2016 Detaljer | Kunshan, Kina          | Kina       | 3–1 | Sydkorea      | Indien        | Japan            |
| 2018 Detaljer | Bangkok, Thailand      | Japan      | 3–0 | Thailand      | Sydkorea      | Kina             |
| 2020 Detaljer | Århus, Danmark         | Kina       | 3–1 | Japan         | Sydkorea      | Thailand         |
| 2022 Detaljer | Bangkok, Thailand      |            |     |               |               |                  |
| 2024 Detaljer | Kina                   |            |     |               |               |                  |